# Samuel Bolton
Samuel Bolton (1606 - 15 octobre 1654) est un pasteur et érudit anglais, membre de l'Assemblée de Westminster et maître du Christ's College de Cambridge.

## Biographie
Samuel Bolton est le fils de William Bolton, du Lancashire. Il est né à Londres en 1606 et fait ses études au Christ's College de Cambridge. En 1643, il est élu membre de l'assemblée des théologiens de Westminster. Il est successivement ministre de St. Martin's, Ludgate Street, de St. Saviour's, Southwark, et de St. Andrew's, Holborn.
Il est nommé, à la mort de Thomas Bainbrigg en 1646, maître du Christ's College de Cambridge, et est vice-chancelier de l'Université de Cambridge en 1651. Il est identifié avec le Samuel Bolton qui, en 1649, assiste Henry Rich (1er comte de Holland) sur l'échafaud. Il meurt, après une longue maladie, le 15 octobre 1654. Edmund Calamy prêche son sermon funèbre.
La publication de Bolton intitulée The Sinfulness of Sin est initialement prononcée sous forme de sermon à la Chambre des communes d'Angleterre lors d'une journée solennelle d'humiliation le 25 mars 1646.

## Publications
- A Tossed Ship making for a Safe Harbour; or a Word in Season to a Sinking Kingdom (1644)
- The True Bounds of Christian Freedom (1645)
- A Vindication of the Rights of the Law and the Liberties of Grace (1646)
- The Arraignment of Error (1646)
- The Sinfulnesse of Sin (1646)
- The Guard of the Tree of Life (1647)
- The Wedding Garment
- (Posthume), The Dead Saint speaking to Saints and Sinners, (with a portrait prefixed)[3].

Il a été incorrectement identifié à la fois comme un fils et un frère de Robert Bolton (1572–1631);  Le fils de Robert Bolton, Samuel, est un membre du clergé décédé en 1668.